# Corporação Musical Banda São Sebastião
A Corporação Musical Banda São Sebastião (CMBSS) é uma banda sinfônica brasileira, com sede na cidade de Brumadinho, a 60 km do Centro de Belo Horizonte. A Banda São Sebastião foi fundada em 13 de maio de 1929 pelo Senhor Tarcilio Gomes da Costa. Seu registro oficial porém só aconteceu em 30 de novembro de 1957, no Cartório do 1º Oficio de Notas.

Fundada antes mesmo de Brumadinho se tornar município, a banda constitui uma tradicional entidade, tendo participado das principais comemorações e eventos locais, tais como a festa de São Sebastião (padroeiro da banda e do município) no dia 20 de janeiro e as procissões da semana santa.

A CMBSS só conseguiu sua sede no final da década de 70 do século XX. Anteriormente os ensaios eram feitos num terreno cedido pela paróquia logo atrás da igreja matriz. No final do século XX e início do século XXI deu-se início a reformulação da instituição, deixando-se um pouco do tradicionalismo, mantendo porém as suas bases e agregando novo repertorio, para assim procurar agradar ao público de todas as idades.

O repertório atual vai desde os antigos dobrados e marchas até compositores eruditos como Mozart, Antonio Carlos Gomes, Bizet e principalmente Heitor Vila Lobos, até ritmos mais populartes como samba, rock, bolero, entre outros.

Em 2008 a banda desenvolveu o projeto "Brumadinho: uma cidade musical", em parceria com o Instituto Inhotim, Coral Inhotim Encanto e a Fundação Madrigal Renascentista..

Em maio de 2009 a Banda São Sebastião, passou a ser chamada carinhosamente de "São Sebastião Banda Show" devido ao seu concerto em comemoração dos 80 anos. O concerto aconteceu no teatro municipal e foi em grande estilo, repertório e performance inovadora, tornando o concerto um verdadeiro espetáculo musical mais uma vez se diferenciando das tradicionais bandas de música, contando com iluminação e coreografias. Leia a matéria "Concerto em Comemoração dos 80 anos" no site da banda.